# Rikard Norling
Rikard Olof Norling (Stoccolma, 4 giugno 1971) è un allenatore di calcio ed ex calciatore svedese, tecnico dell'FC Stockholm Internazionale.

## Carriera

### Giocatore
Da ragazzino ha giocato nell'IK Bele insieme al futuro giocatore della Nazionale Johan Mjällby. Passato al Brommapojkarna, ha dato l'addio al calcio a causa di un infortunio patito a 20 anni dopo aver collezionato 4 partite e una rete con la prima squadra nel campionato di Division 1 (denominazione che all'epoca rappresentava la seconda serie).

### Allenatore
Appese le scarpe al chiodo ha subito iniziato la carriera di allenatore, tanto da guidare le giovanili del Brommapojkarna poco più che ventenne. Nel biennio 1994-1995 è stato allenatore dell'altra squadra in cui aveva giocato, l'IK Bele, militante in Division 3.
Nel 1996 ha accettato l'offerta da parte dell'AIK di diventare allenatore delle giovanili. Due anni più tardi ha fatto il salto in prima squadra, nelle vesti di assistente del capo allenatore Stuart Baxter con cui conquisterà uno scudetto, una Coppa di Svezia e la partecipazione alla fase a gironi di Champions League. Proprio in Champions League, con Baxter squalificato un turno per un diverbio con il quarto uomo nella precedente sfida contro il Barcellona, Norling ha guidato la squadra a Wembley contro l'Arsenal. Con la partenza di Baxter e l'arrivo del nuovo allenatore Olle Nordin, Norling è tornato a curare il settore giovanile.
Nel periodo 2002-2003 ha assunto le redini del Väsby IK, in terza serie: in entrambi i casi ha vinto il campionato, ma ha poi perso gli spareggi-promozione contro le vincitrici di altri gironi. Nel 2004 ha guidato il GIF Sundsvall alla seconda miglior stagione nella storia del club, con il 7º posto in Allsvenskan.
L'11 novembre 2004 è stato chiamato a riportare l'AIK nella massima serie, con la squadra che era appena retrocessa in Superettan. Il ritorno in Allsvenskan è stato immediato, mentre l'anno successivo i nerogialli hanno lottato per il titolo, arrivando secondi da neopromossi. Norling ha conservato la panchina fino al novembre 2008, quando è stato sollevato dall'incarico insieme al dirigente Charlie Granfelt.
Dopo una stagione di pausa, è tornato ad allenare nel campionato 2010, quando è stato nominato nuovo allenatore dell'Assyriska nel campionato di Superettan. Ha chiuso la stagione 2010 con un 4º posto e la stagione 2011 in 9ª posizione.
Il 25 maggio 2011 il Malmö FF ha presentato Norling come nuovo tecnico al posto di Roland Nilsson. Ha terminato il campionato al 4º posto, stesso piazzamento che aveva la squadra nel momento della sua assunzione. Nel 2012 è stato in lotta per lo scudetto fino alla fine, ma il titolo è sfumato all'ultima giornata complice la sconfitta esterna contro la sua ex squadra, l'AIK. Al termine della stagione alcuni organi di stampa hanno riportato di contrasti tra il tecnico e la dirigenza, che sarebbe stata accusata di aver gestito male i rinnovi contrattuali e le cessioni, come quella di Mathias Ranégie durante il mercato estivo. Nell'agosto 2013 è stato reso noto che Norling sarebbe stato esonerato a fine stagione a prescindere dal piazzamento finale, ma la Allsvenskan di quell'anno è stata vinta proprio dal Malmö FF, così come la Supercoppa svedese. Nonostante ciò, poche settimane dopo, il 27 novembre 2013, Norling ha rassegnato le proprie dimissioni.
Il 3 dicembre 2013 ha firmato ufficialmente un contratto triennale con i norvegesi del Brann, valido a partire dal 1º gennaio 2014. Il Brann è retrocesso al termine del campionato 2014. Il 27 maggio 2015, Norling è stato esonerato in virtù degli scarsi risultati ottenuti.
Il 13 maggio 2016 è ritornato sulla panchina dell'AIK, chiamato a sostituire l'esonerato Andreas Alm. Dopo aver ottenuto due secondi posti, al termine dell'Allsvenskan 2018 ha conquistato il titolo nazionale che all'AIK mancava dal 2009: quell'anno, la squadra ha chiuso con 67 punti all'attivo, record assoluto sia per il club che per l'Allsvenskan (seppur in coabitazione con il Malmö FF del 2010). Il 27 luglio 2020, tuttavia, Norling è stato esonerato all'indomani del derby casalingo perso all'11ª giornata contro il Djurgården. In quel momento la squadra – profondamente rinnovata e ringiovanita rispetto agli anni precedenti anche per far fronte al peggioramento della situazione finanziaria del club – occupava il 12º posto in classifica. Le sue parentesi all'AIK lo hanno portato ad essere storicamente l'allenatore più presente sulla panchina del club, con 305 partite ufficiali (di cui 160 vittorie, 80 pareggi e 65 sconfitte).
Il 23 dicembre 2020 è stato ufficialmente nominato nuovo allenatore dell'IFK Norrköping per le successive tre stagioni. Dopo aver chiuso l'Allsvenskan 2021 al settimo posto ed aver iniziato la stagione seguente con 16 punti nelle prime 13 giornate, l'11 luglio 2022 è stato sollevato dall'incarico.
Il 6 ottobre 2023 è stato annunciato che, a partire dalla fine dell'anno, Norling sarebbe diventato il nuovo allenatore dell'FC Stockholm Internazionale, squadra che si apprestava a disputare la sua seconda stagione assoluta nella terza serie nazionale. I rossoneri hanno chiuso la Ettan 2023 al quinto posto. L'anno successivo sono riusciti a chiudere la Ettan 2024 al secondo posto, il che ha significato la qualificazione ad un doppio spareggio contro il GIF Sundsvall per salire in Superettan: dopo la sconfitta per 0-1 tra le mura amiche nella gara di andata, la squadra di Norling ha chiuso i 90 minuti della sfida di ritorno in vantaggio per 1-2 nonostante l'inferiorità numerica su un campo innevato, ma ai supplementari sono stati poi gli avversari ad avere la meglio.

## Palmarès

### Allenatore
- Superettan: 1

AIK: 2005
- Campionato svedese: 2

Malmö: 2013
AIK: 2018
- Supercoppa di Svezia: 1

Malmö: 2013